# 贺昌故居
贺昌故居，位于山西省吕梁市柳林县柳林镇贺昌村，已列为山西省文物保护单位。

## 保护
2016年6月6日，贺昌故居由山西省人民政府公布为第五批山西省文物保护单位，编号5-149。